# منزل الأمصيلي
يعد منزل الأمصيلي أحد أهم منازل رشيد الأثرية، إن لم يكن أهمها على الإطلاق لما يتميز به من طراز معماري فريد وزخارف متميزة تحمل طابعًا خاصًا ومميزًا للحقبة التاريخية التي بُني بها.

## تاريخه انشاءه ومنشئه
شيد المنزل عثمان أغا الطوبجى، عام 1223هـ - 1808م، وهو أحد قواد الجيش العثماني في
رشيد، وآلت ملكيته بعد ذلك إلى أحمد الأمصيلي، والذى ينتسب إلى مدينة أماسيا بتركيا.

## التصميم الخارجى
يقع المنزل في التقاء شارع الشيخ قنديل مع حارة الشيخ تقا «شارع عثمان أغا»، ويشرف على
شارعين بواجهتين أولهما الواجهة الشمالية التي يتوسطها المدخل البارز الذي يمثل كتلة بنائية
تتوسطها حنية معقودة ويعلو الباب عتب خشبى نقشت عليه كتابات بخط النسخ بالحفر البارز
نصها «إنا فتحنا لك فتحًا مبينًا».
وزخرفت جوانب المدخل وتوشيحتي العقد بزخارف جصية وكتابات كوفية، وتنتهى الواجهة
الشمالية من الغرب بعامود من الجرانيت يحمل نهاية الماوردة التي تحمل بروز واجهة الدور
الأول أما الواجهة الغربية فبها باب يؤدي إلى الإسطبل.

## التصميم الداخلى

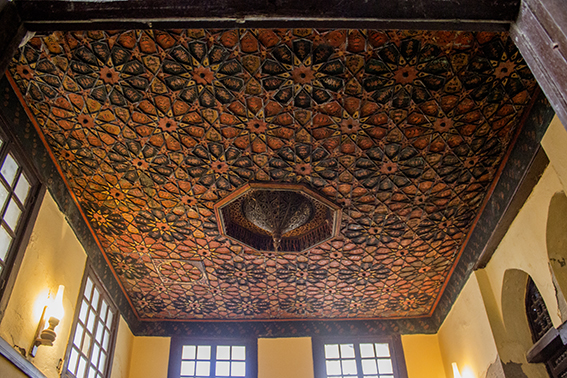
منزل الأمصيلي السقف الداخلى

يؤدى المدخل إلى الدركاه التي يقع بها بابان، الأول على اليسار يؤدي إلى سلم المنزل، والثاني يؤدي إلى الدور الأرضى الذي يضم قاعة التي يوجد بها دكة خشبية وحجرة الاستقبال، التي يغلق عليها باب خشبي يتوسط حجاب من ثلاثة عقود، ويسدها الخشب الخرط وسقفها مزخرف بسدايب من الخشب التي تكون أطباقًا نجمية وأشكالًا هندسية ونباتية، والسقف منفذ عليه زخارف بألوان متعددة.
الدور الأول تتوسطه القاعة التي يتصدرها الإيوان خلفه شباك مزدوج، أما القطاع الأول فتشغله الحجرة الرئيسية التي يشغل جدارها الشرقي دولاب الأغاني المُطعم بالعاج والصدف، أما القطاع الثالث فيشمل حجرتين والمرحاض، كما يلاحظ أن أرضية الدور قاعة مربعة من الرخام.
اما الدور الثاني الذي يتصدر قاعة إيوان يقع خلفه شباكان، يعلو كل منهما منور، وتوجد بالسقف فتحة مثمنة حولها حاجز، كما نفذ أسفلها مربع من الرخام، أما القطاع الأول فيضم حجرتين، والقطاع الثالث والجنوبي يضم حجرتين ومرحاضًا وحمامًا.

## الخصائص المعمارية
تتميز الطرز المعمارية لمنزل الأمصيلي، ومنازل رشيد الأثرية عامة بعدة سمات منها استخدام الطوب المنجور المطلي باللونين الأحمر والأسود بالتبادل في زخرفة الواجهات مع استخدام الكحلة ذات اللون الأبيض كمونة بارزة بين المداميك، واستخدام نظام الأسقف الخشبية المتعددة المستويات ليزداد تماسك البناء، واستخدمت الصواري والميد الخشبية في تدعيم الأسقف بطريقة طولية وعرضية، لتخفيف الضغط عن السقف الحامل للزخارف مع عمل مزاريب بالأسطح لتصريف مياه الأمطار.
كان يتم تزيين الواجهات بالمشربيات والبارزات والشبابيك الخرط بجميع أنواعها والتي تم تجميعها وتعشيقها دون مسامير، والمطعمة بالعاج والصدف، واستخدام الفراغات الداخلية في عمل دواليب حائطية مزدانة بالزخارف وأحيانًا يعلوها خورنقات عبارة عن فتحات صغيرة مزخرفة توضع بها أوان زخرفية للزينة".
غرفة «القصر العالى» توجد بالدور العلوي، وتطل على الناحية البحرية، وتخصص للإقامة في الصيف، بالإضافة إلى حجرة الأغانى التي امتازت حوائطها بوجود دواليب خشبية مزخرفة ومطعمة بالعاج والصدف وتغطي حوائطها ببلاطات القاشانى ذات الزخارف النباتية الصفراء والحمراء والخضراء ذات التأثيرات الأندلسية، وهذه الحجرة تؤدى لطابق علوي أسفل السقف لجلوس سيدات المنزل لسماع ومشاهدة فرق الطرب.

## حالة المنزل

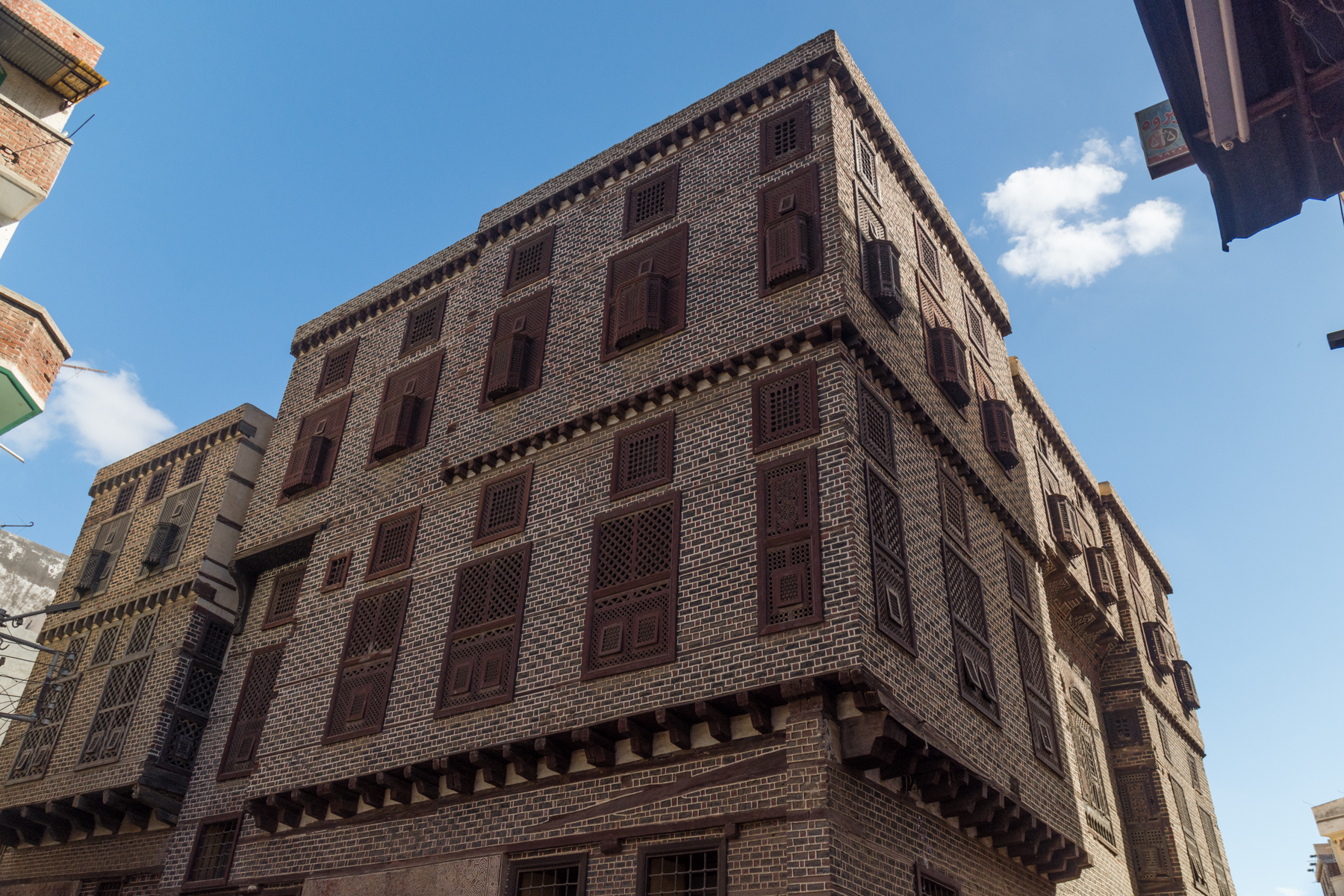
بيت الأمصيلي بمدينة رشيد محافظة البحيرة مصر

خضع المنزل لعمليات ترميم انتهت في يونيو عام ٢٠٠٥، وكانت هناك مشكلات تتعلق ببهتان ألوان الطوب المنجور بالواجهة الشمالية، وهي الواجهة الرئيسية للمجموعة، وتساقط وتفتت وفقد صفوف الكحلة المحددة للطوب المنجور، بالإضافة إلى انتشار الأملاح في الأجزاء السفلية من الجدران نتيجة الرطوبة والمياه الجوفية ومياه الأمطار ورزاز البحر ومياه الصرف الصحي".
كما كان يوجد فقد بأجزاء من الزخارف الجصية والفخارية أعلى كتلة المدخل لمنزل الأمصيلي، وانتشار السوس بالأبواب الخشبية لمداخل المجموعة نتيجة الرطوبة وعوامل التلف البيولوجي".
يخربيت ام البحث
تم عمل تطهير وتعقيم للأخشاب نتيجة للتلف البيولوجي وسد الثقوب والفجوات بالأخشاب، واستكمال صفوف الكحلة المتهالكة والمتساقطة طبقًا للأصول الفنية والأثرية وتلوين الطوب المنجور طبقا للقديم، واستخلاص للأملاح بالأجزاء السفلية من جدران المجموعة واستكمال الزخارف الجصية والفخارية لكتلة مدخل منزل الأمصيلي، وتم عمل تقوية وعزل لجميع الزخارف حتى لا تتأثر بعوامل التجوية المختلفة".
قامت البعثة الإيطالية منذ عام ٢٠١٨ بأعمال ترميم للبيت، حيث قامت بإنقاذ الدور الثاني والسقف من الانهيار بعد ان ساءت حالته. وقد انتهت البعثة من أعمالها عام ٢٠٢٤. 